# Charlie Williams (motociclista)
Charles Ian Williams, detto Charlie (Kelsall, 31 luglio 1950), è un pilota motociclistico britannico.

## Carriera
Come per altri piloti britannici del periodo, per la maggior parte della carriera si è limitato alle competizioni disputate nel Regno Unito, in particolare il Tourist Trophy in cui si è imposto in otto occasioni di cui tre valide per le classifiche del motomondiale. Il suo primo successo è stato nell'edizione del 1973.
Nel 1980 ha ottenuto il successo nel campionato mondiale Formula TT nella categoria Formula 2; tra le altre corse figura anche nell'Albo d'Oro della North West 200 dove si è imposto tre volte.
Quale miglior piazzamento nella classifica finale del campionato ha ottenuto il 10º posto in classe 500 nel motomondiale 1974, anno in cui curiosamente non ha ottenuto successi ma è stato presente in vari gran premi.

## Risultati nel motomondiale

### Classe 125
| 1972 | Classe | Moto   |  |  |  |  |   |  |  |  |  |  |  |  |  |  | Punti | Pos. |
| ---- | ------ | ------ |  |  |  |  | - |  |  |  |  |  |  |  |  |  | ----- | ---- |
| 1972 | 125    | Yamaha |  |  |  |  | 2 |  |  |  |  |  |  |  |  |  | 12    | 15º  |

| 1973 | Classe | Moto   |  |  |  |  |     |  |  |  |  |  |  |  |  |  | Punti | Pos. |
| ---- | ------ | ------ |  |  |  |  | --- |  |  |  |  |  |  |  |  |  | ----- | ---- |
| 1973 | 125    | Yamaha |  |  |  |  | Rit |  |  |  |  |  |  |  |  |  | 0     |      |

| Legenda | 1º posto        | 2º posto            | 3º posto            | A punti      | Senza punti        | Grassetto – Pole position Corsivo – Giro più veloce |
| Legenda | Gara non valida | Non qual./Non part. | Ritirato/Non class. | Squalificato | '-' Dato non disp. | Grassetto – Pole position Corsivo – Giro più veloce |

### Classe 250
| 1972 | Classe | Moto   |  |  |  |  |   |  |  |  |  |  |  |  |  |  | Punti | Pos. |
| ---- | ------ | ------ |  |  |  |  | - |  |  |  |  |  |  |  |  |  | ----- | ---- |
| 1972 | 250    | Yamaha |  |  |  |  | 4 |  |  |  |  |  |  |  |  |  | 8     | 20º  |

| 1973 | Classe | Moto   |  |  |  |    |   |  |  |  |  |  |  |  |  |  | Punti | Pos. |
| ---- | ------ | ------ |  |  |  | -- | - |  |  |  |  |  |  |  |  |  | ----- | ---- |
| 1973 | 250    | Yamaha |  |  |  | AN | 1 |  |  |  |  |  |  |  |  |  | 15    | 16º  |

| 1974 | Classe | Moto          |    |   |    |   |   |    |    |    |    |  |   |   |  |  | Punti | Pos. |
| ---- | ------ | ------------- | -- | - | -- | - | - | -- | -- | -- | -- |  | - | - |  |  | ----- | ---- |
| 1974 | 250    | Maxton-Yamaha | NE | - | NE | - | 1 | 11 | 13 | 12 | 11 |  | - | - |  |  | 15    | 12º  |

| 1975 | Classe | Moto          |  |  |    |  |  |     |  |  |  |  |  |  |  |  | Punti | Pos. |
| ---- | ------ | ------------- |  |  | -- |  |  | --- |  |  |  |  |  |  |  |  | ----- | ---- |
| 1975 | 250    | Maxton-Yamaha |  |  | NE |  |  | Rit |  |  |  |  |  |  |  |  | 0     |      |

| 1976 | Classe | Moto          |  |    |  |  |     |  |  |  |  |  |  |  |  |  | Punti | Pos. |
| ---- | ------ | ------------- |  | -- |  |  | --- |  |  |  |  |  |  |  |  |  | ----- | ---- |
| 1976 | 250    | Maxton-Yamaha |  | NE |  |  | Rit |  |  |  |  |  |  |  |  |  | 0     |      |

| 1980 | Classe | Moto   |  |  |  |  |  |  |  |   |  |  |  |  |  |  | Punti | Pos. |
| ---- | ------ | ------ |  |  |  |  |  |  |  | - |  |  |  |  |  |  | ----- | ---- |
| 1980 | 250    | Yamaha |  |  |  |  |  |  |  | 9 |  |  |  |  |  |  | 2     | 30º  |

| 1981 | Classe | Moto   |  |    |  |  |  |  |    |  |  |  |     |  |  |  | Punti | Pos. |
| ---- | ------ | ------ |  | -- |  |  |  |  | -- |  |  |  | --- |  |  |  | ----- | ---- |
| 1981 | 250    | Yamaha |  | NE |  |  |  |  | NE |  |  |  | Rit |  |  |  | 0     |      |

| Legenda | 1º posto        | 2º posto            | 3º posto            | A punti      | Senza punti        | Grassetto – Pole position Corsivo – Giro più veloce |
| Legenda | Gara non valida | Non qual./Non part. | Ritirato/Non class. | Squalificato | '-' Dato non disp. | Grassetto – Pole position Corsivo – Giro più veloce |

### Classe 350
| 1972 | Classe | Moto          |  |  |  |  |     |  |  |    |  |  |  |  |  |  | Punti | Pos. |
| ---- | ------ | ------------- |  |  |  |  | --- |  |  | -- |  |  |  |  |  |  | ----- | ---- |
| 1972 | 350    | Maxton-Yamaha |  |  |  |  | Rit |  |  | NE |  |  |  |  |  |  | 0     |      |

| 1973 | Classe | Moto          |  |  |  |  |     |  |  |    |  |  |  |  |  |  | Punti | Pos. |
| ---- | ------ | ------------- |  |  |  |  | --- |  |  | -- |  |  |  |  |  |  | ----- | ---- |
| 1973 | 350    | Maxton-Yamaha |  |  |  |  | Rit |  |  | NE |  |  |  |  |  |  | 0     |      |

| 1974 | Classe | Moto          |  |  |  |  |     |  |    |  |  |    |  |  |  |  | Punti | Pos. |
| ---- | ------ | ------------- |  |  |  |  | --- |  | -- |  |  | -- |  |  |  |  | ----- | ---- |
| 1974 | 350    | Maxton-Yamaha |  |  |  |  | Rit |  | NE |  |  | NE |  |  |  |  | 0     |      |

| 1975 | Classe | Moto          |   |     |     |   |   |   |   |    |    |     |   |   |  |  | Punti | Pos. |
| ---- | ------ | ------------- | - | --- | --- | - | - | - | - | -- | -- | --- | - | - |  |  | ----- | ---- |
| 1975 | 350    | Maxton-Yamaha | - | Rit | Rit | - | - | 1 | - | NE | NE | Rit | - | - |  |  | 15    | 14º  |

| 1976 | Classe | Moto          |  |  |  |  |     |  |    |    |  |  |  |  |  |  | Punti | Pos. |
| ---- | ------ | ------------- |  |  |  |  | --- |  | -- | -- |  |  |  |  |  |  | ----- | ---- |
| 1976 | 350    | Maxton-Yamaha |  |  |  |  | Rit |  | NE | NE |  |  |  |  |  |  | 0     |      |

| 1980 | Classe | Moto   |  |    |  |    |  |    |    |     |  |  |  |  |  |  | Punti | Pos. |
| ---- | ------ | ------ |  | -- |  | -- |  | -- | -- | --- |  |  |  |  |  |  | ----- | ---- |
| 1980 | 350    | Yamaha |  | NE |  | NE |  | NE | NE | Rit |  |  |  |  |  |  | 0     |      |

| 1981 | Classe | Moto   |  |  |  |  |    |    |  |  |    |    |   |    |    |  | Punti | Pos. |
| ---- | ------ | ------ |  |  |  |  | -- | -- |  |  | -- | -- | - | -- | -- |  | ----- | ---- |
| 1981 | 350    | Yamaha |  |  |  |  | NE | NE |  |  | NE | NE | 5 | NE | NE |  | 6     | 20º  |

| Legenda | 1º posto        | 2º posto            | 3º posto            | A punti      | Senza punti        | Grassetto – Pole position Corsivo – Giro più veloce |
| Legenda | Gara non valida | Non qual./Non part. | Ritirato/Non class. | Squalificato | '-' Dato non disp. | Grassetto – Pole position Corsivo – Giro più veloce |

### Classe 500
| 1972 | Classe | Moto   |  |  |  |  |   |  |  |  |  |  |  |  |  |  | Punti | Pos. |
| ---- | ------ | ------ |  |  |  |  | - |  |  |  |  |  |  |  |  |  | ----- | ---- |
| 1972 | 500    | Yamaha |  |  |  |  | 6 |  |  |  |  |  |  |  |  |  | 5     | 29º  |

| 1973 | Classe | Moto   |  |  |  |    |     |  |  |  |  |  |  |  |  |  | Punti | Pos. |
| ---- | ------ | ------ |  |  |  | -- | --- |  |  |  |  |  |  |  |  |  | ----- | ---- |
| 1973 | 500    | Yamaha |  |  |  | AN | Rit |  |  |  |  |  |  |  |  |  | 0     |      |

| 1974 | Classe | Moto          |  |  |  |  |   |   |     |     |     |  |    |    |  |  | Punti | Pos. |
| ---- | ------ | ------------- |  |  |  |  | - | - | --- | --- | --- |  | -- | -- |  |  | ----- | ---- |
| 1974 | 500    | Maxton-Yamaha |  |  |  |  | 2 | 5 | Rit | Rit | Rit |  | NE | NE |  |  | 18    | 10º  |

| 1975 | Classe | Moto          |  |    |    |     |  |   |    |  |     |     |  |    |  |  | Punti | Pos. |
| ---- | ------ | ------------- |  | -- | -- | --- |  | - | -- |  | --- | --- |  | -- |  |  | ----- | ---- |
| 1975 | 500    | Maxton-Yamaha |  | NE | 11 | Rit |  | 7 | 18 |  | Rit | Rit |  | NE |  |  | 4     | 28º  |

| 1976 | Classe | Moto          |  |  |  |    |     |  |  |  |  |  |  |    |  |  | Punti | Pos. |
| ---- | ------ | ------------- |  |  |  | -- | --- |  |  |  |  |  |  | -- |  |  | ----- | ---- |
| 1976 | 500    | Maxton-Yamaha |  |  |  | NE | Rit |  |  |  |  |  |  | NE |  |  | 0     |      |

| Legenda | 1º posto        | 2º posto            | 3º posto            | A punti      | Senza punti        | Grassetto – Pole position Corsivo – Giro più veloce |
| Legenda | Gara non valida | Non qual./Non part. | Ritirato/Non class. | Squalificato | '-' Dato non disp. | Grassetto – Pole position Corsivo – Giro più veloce |